# كأس فرنسا 1972–73
كأس فرنسا 1972–73 (بالفرنسية: Coupe de France de football 1972-1973)‏ هو الموسم 56 من كأس فرنسا. أشرف على تنظيمه اتحاد فرنسا لكرة القدم، وفاز فيه أولمبيك ليون.